# Joachim Allerhand
Joachim Herman Allerhand (ur. 6 maja 1897 we Lwowie, zm. 11 sierpnia 1970 w Zakopanem) – polski prawnik pochodzenia żydowskiego, syn Maurycego.

## Życiorys
Urodzony 6 maja 1897 roku. Uczestnik wojny polsko-bolszewickiej, po wojnie ukończył prawo na Uniwersytecie Jana Kazimierza i został adwokatem we Lwowie. W 1939 został zmobilizowany do wojska, udało mu się jednak uniknąć niewoli i śmierci w Katyniu. W okresie sowieckiej okupacji Lwowa wraz z ojcem pracował w spółdzielni produkującej drewniane zabawki. Po wkroczeniu do miasta Niemców przeżył tzw. „pogrom więzienny”, chociaż był ciężko pobity. Na początku sierpnia 1942 wraz z żoną oraz synem zdołał zbiec z getta i ukrywał się poza miastem, pracując w tartaku jako Jan Mrozowski. Po wojnie wyjechał z terenów anektowanych przez ZSRR i wrócił do zawodu adwokata. W swojej pracy m.in. był obrońcą w procesach stalinowskich. 
Jako adwokat Zespołu nr 6 i działacz Stronnictwa Demokratycznego w 1958 kandydował do Dzielnicowej Rady Narodowej Zwierzyniec w Krakowie z listy FJN.
Żonaty z Zinaidą z Rubinsteinów, miał z nią syna Leszka. Ostatnie miesiące życia schorowany spędził na Oddziale Chorób Płuc w Zakopanem, gdzie od 1962 r. mieszkał i pracował jego syn. Zmarł 11 sierpnia 1970. Pochowany został na Cmentarzu Żydowskim przy ul. Miodowej w Krakowie. 